# Bila (Sprache)
Bila ist eine Bantusprache, die in der Demokratischen Republik Kongo von einem Teil der Pygmäen gesprochen wird, der als Jäger- und Sammlervolk im Ituri-Regenwald lebt.